# Uitgeverij en Drukkerij Cebema

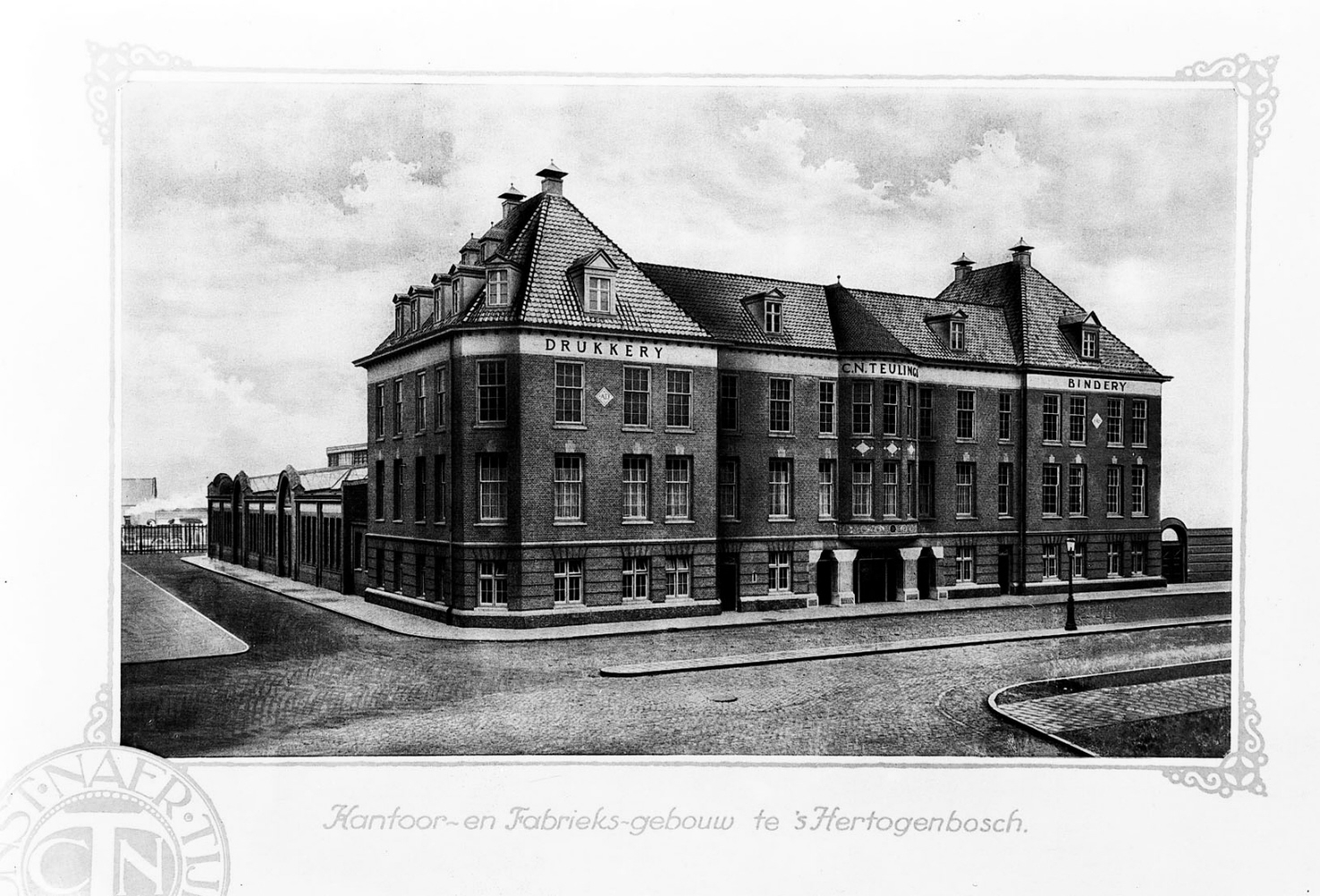
Drukkerij Teulings aan het Emmaplein in Den Bosch

Uitgeverij en Drukkerij Cebema was een Nederlandse uitgeverij en drukkerij in Den Bosch, opgericht in augustus 1953 als houdstermaatschappij voor diverse activiteiten van het Teulings-concern. De naam Cebema is een afkorting van Centrale Beleggingsmaatschappij. 

## Geschiedenis
De geschiedenis van Cebema gaat terug tot 1844 toen Coenraad Nicolaas Teulings (1823-1902) in Den Bosch een boekdrukkerij en binderij begon. Het bedrijf had van origine een katholiek stempel. In 1880 kocht Teulings de Provinciale Noordbrabantsche en ’s·Hertogenbossche Courant op.  In 1919 behaalde het bedrijf het predicaat koninklijk, C.N. Teulings Koninklijke Drukkerijen. Dit was hetzelfde jaar dat uitgeverij Malmberg werd ingelijfd. Zijn kleinzoon Coenradus Jacobus Josephus Maria (Coen) Teulings (1885-1968), eveneens boekdrukker en uitgever was de grondlegger van Cebema. Zoon Hendrik Teulings was uitgever bij uitgeverij Malmberg.  
In 1965 fuseerde Cebema, toen onder leiding van topman Leo Teulings (1890-1973), met concurrent De Spaarnestad tot de Verenigde Nederlandse Uitgeversbedrijven, VNU. De VNU werd hiermee de grootste uitgever van geïllustreerde publiekstijdschriften in Nederland. Christiaan (Chiem) Teulings was lid van de raad van bestuur van VNU van 1965 tot 1993. Hij was een zoon van politicus Frans Teulings.

## Dochtermaatschappijen
Cebema was de moedermaatschappij van onder meer De Geïllustreerde Pers en uitgeverij Malmberg (sinds 1919). De Geïllustreerde Pers in Amsterdam was uitgever van onder meer het vrouwenblad Margriet, het weekblad Revue en het kinderblad Donald Duck. 
Drukkerijen:
- Nederlandse Diepdrukinrichting, Deventer
- Nederlandse Boekdrukinrichting, Den Bosch
- Nederlandse Offsetinrichting, Amsterdam

Dagbladen:
- Brabants Dagblad, Den Bosch
- Eindhovense Dagbladencombinatie, Eindhoven
- Helmondse Dagbladencombinatie, Helmond